# Je suis vivant et vous êtes morts
Je suis vivant et vous êtes morts est une biographie romancée de Philip K. Dick par Emmanuel Carrère, parue en 1993 aux Éditions du Seuil.
Le titre de l'ouvrage est tiré d'une phrase célèbre du roman Ubik de Dick.

## Présentation
En 1993, Emmanuel Carrère, qui a été critique de cinéma, a déjà publié plusieurs livres qui relèvent du fantastique, et un essai sur le genre uchronie, Le Détroit de Behring. Avec Je suis vivant et vous êtes morts il écrit une biographie de Philip K. Dick qui mêle étroitement la vie et l'œuvre du grand romancier de science-fiction.
Pour Carrère, le romancier californien entrelace divers matériaux. D'abord, ses visions propres, qui sont issues tout particulièrement des souvenirs de sa petite enfance : le récit de sa sœur jumelle morte en bas âge, la vue de son père avec un masque à gaz avant le divorce de ses parents, l'influence d'une mère abusivement puritaine. Et aussi sa vie privée avec ses épouses successives, dont certaines n'étaient pas des modèles d'équilibres, chaque épouse participant à un mode de vie spécifique à différentes « périodes » : période intellectuelle, période bohème, période bourgeoise, période artiste, période hippie, période junkie, période mystique. Enfin, la façon propre à Dick de tout réécrire, aussi bien cette vie privée (passée, présente et future) que l'histoire des États-Unis et du monde d'après la Seconde Guerre mondiale et de la Guerre froide. Le destin de Dick était donc bien d'écrire de la science-fiction, avec ses univers parallèles, malgré son fort désir d'écrire des romans de littérature générale. Ceux-ci étaient tous refusés, alors que Dick vendait toujours, pour des sommes modiques, ses nombreuses nouvelles et ses romans de science-fiction.
Emmanuel Carrère mêle la « vraie » vie de Dick (il fait principalement référence à la biographie classique de Lawrence Sutin (en), Invasions divines), sa vie rêvée, et les inventions à partir de pages écrites par Dick dans ses propres romans, voire des fragments autobiographiques. 
Carrère s'est plongé dans la vie et l'œuvre de Dick, et il donne des lectures d'un certain nombre de nouvelles et de romans importants de celui-ci (le fait qu'il ne cite même pas les titres d'un bon nombre de romans est un indice sur ses choix), en particulier :
- Le Père truqué (nouvelle)
- Le Temps désarticulé
- Le Maître du Haut Château
- Les Clans de la lune alphane
- Glissement de temps sur Mars
- En attendant l'année dernière
- Le Dieu venu du Centaure
- Les androïdes rêvent-ils de moutons électriques ?
- La Foi de nos pères (nouvelle pour Dangereuses Visions).
- La Vérité avant-dernière
- Ubik
- Au bout du labyrinthe
- Coulez mes larmes, dit le policier
- Substance Mort
- L'Exégèse de Philip K. Dick
- La Trilogie divine
  - SIVA
  - L'Invasion divine
  - La Transmigration de Timothy Archer

Le 12 janvier 1993 au soir, Carrère termine l'écriture du livre ; le lendemain matin il lit dans Libération un article sur l'affaire Romand qui venait de se produire le samedi. Il écrira un livre sur l'affaire, intitulé L'Adversaire, dans lequel il cite Ubik de Philip K. Dick en décrivant l'état d'une amie dans le coma.

## Édition
- Je suis vivant et vous êtes morts : Philip K. Dick, 1928-1982, Paris, éd. du Seuil, 1993  (ISBN 2-02-020173-9)[3]

### Sources
- Sur Google Livres